# Уиппл, Мэри
Мэри Ребекка Уиппл (англ. Mary Rebecca Whipple; род. 10 мая 1980, Сакраменто, Калифорния) — американская рулевая в академической гребле, выступавшая за сборную США в период 1998—2012 годов. Двукратная олимпийская чемпионка, пятикратная чемпионка мира, победительница многих регат национального и международного значения.

## Биография
Мэри Уиппл родилась 10 мая 1980 года в городе Сакраменто, штат Калифорния, одновременно со своей сестрой-близнецом Сарой Жанин Уиппл. Заниматься академической греблей начала в 1994 году во время учёбы в старшей школе, затем поступила в Вашингтонский университет — состояла в университетском гребном клубе, в качестве рулевой регулярно принимала участие в различных студенческих соревнованиях. Позже проходила подготовку в Гребном тренировочном центре Соединённых Штатов в Принстоне.
Дебютировала на международной арене в 1998 году — на юниорском мировом первенстве в Линце заняла пятое место в программе распашных рулевых восьмёрок.
В 2001 году вошла в основной состав американской национальной сборной и выступила на взрослом чемпионате мира в Люцерне, где в восьмёрках финишировала четвёртой.
Первого серьёзного успеха на взрослом международном уровне добилась в сезоне 2002 года, когда побывала на мировом первенстве в Севилье и привезла оттуда награду золотого достоинства, выигранную в восьмёрках.
В 2003 году в восьмёрках одержала победу на этапах Кубка мира в Милане и Мюнхене, тогда как на чемпионате мира в Милане показала в финальном заезде пятый результат.
Благодаря череде удачных выступлений удостоилась права защищать честь страны на летних Олимпийских играх 2004 года в Афинах. В составе восьмёрки, где присутствовали гребчихи Кейт Джонсон, Саманта Мэги, Меган Диркмат, Элисон Кокс, Лорел Корхольц, Анна Микельсон, Лианн Нельсон и Кэрин Дэвис, показала в финале второй результат, отстав почти на две секунды от победившей команды Румынии, и таким образом стала серебряной олимпийской призёркой.
В 2005 году в рулевых восьмёрках выиграла бронзовую медаль на этапе Кубка мира в Мюнхене, в то время как на мировом первенстве в Гифу финишировала в той же дисциплине пятой.
На чемпионате мира 2006 года в Итоне победила в восьмёрках.
В 2007 году в восьмёрках одержала победу на мировом первенстве в Мюнхене и на этапе Кубка мира в Люцерне.
Находясь в числе лидеров американской национальной сборной, благополучно прошла отбор на Олимпийские игры 2008 года в Пекине. Вместе с командой, куда также вошли гребчихи Элеанор Логан, Линдсей Шуп, Анна Гудейл, Анна Камминс, Сьюзан Франсия, Кэролайн Линд, Эрин Кафаро и Кэрин Дэвис, одержала победу в восьмёрках, превзойдя шедшие рядом лодки из Нидерландов и Румынии почти на две секунды — тем самым завоевала золотую олимпийскую медаль.
После пекинской Олимпиады Уиппл осталась в составе гребной команды США на ещё один олимпийский цикл и продолжила принимать участие в крупнейших международных регатах. Так, в 2010 году она отметилась победой в восьмёрках на чемпионате мира в Карапиро.
В 2011 году была лучшей в восьмёрках на этапе Кубка мира в Люцерне и на мировом первенстве в Бледе, став таким образом пятикратной чемпионкой мира по академической гребле.
В 2012 году Мэри Уиппл привела свою команду к победе на этапе Кубка мира в Люцерне и затем отправилась представлять страну на Олимпийских играх в Лондоне. В восьмёрках совместно с Элеанор Логан, Сьюзан Франсия, Эстер Лофгрен, Тейлор Ритцель, Меган Мусницки, Кэролайн Линд, Эрин Кафаро и Кэрин Дэвис снова заняла первое место в финале, обогнав ближайших преследовательниц из Канады более чем на секунду, и добавила в послужной список ещё одну золотую олимпийскую медаль.
Завершив спортивную карьеру, занялась тренерской деятельностью. Работала помощницей главного тренера в женской гребной команде Калифорнийского университета в Беркли.